# Олександрійський район
Олександрійський район — район Кіровоградської області у центральній Україні, утворений 17 липня  2020 року. Адміністративний центр — місто Олександрія. Площа — 5417,9 км² (22 % площі області), населення — 226,7 тис. осіб (2020).

## Історія
Район створено відповідно до постанови Верховної Ради України № 807-IX від 17 липня 2020 року. До його складу увійшли: 
Олександрійська, Світловодська міські, Пантаївська, Новопразька, Приютівська, Онуфріївська, Петрівська селищні, Попельнастівська, Великоандрусівська сільські територіальні громади.

## Передісторія земель району
Раніше територія району входила до складу Олександрійського (1932—2020), Світловодського, Знам'янського, Онуфріївського, Петрівського районів, ліквідованих тією ж постановою.